# Marido de Mulher Boa
Marido de Mulher Boa é um filme de comédia brasileiro de 1960, dirigido por J.B.Tanko para a Herbert Richers. Números musicais de Sílvia Teles, Lúcio Alves, Aracy Costa, Juca Chaves, Raul de Barros e Orquestra, e dos também atores Luely Figueró, Zé Trindade e Liliam Fernandes 

## Elenco
- Zé Trindade...Anacleto
- Renata Fronzi...Arminda
- Otelo Zeloni...Frederico (creditado como Zeloni)
- Renato Restier...Leal
- Lilian Fernandes...Sofia
- Luely Figueiró...Sueli
- Celso Faria...Sérgio
- Wilson Grey...Tenório, o atirador de facas
- Isa Rodrigues...Virgínia
- Paulette Silva...Marlene
- Darcy de Souza...Augusta
- César Viola...Giovani
- Billy Davis
- Lys Marques...Mário
- Geraldo Alves...técnico de TV

## Sinopse
Anacleto e Frederico são sócios da Alta Costura Pardal & Pardal. Os dois se desentendem frequentemente por Anacleto ter se casado com Arminda, de quem Frederico era noivo. Além disso, Anacleto é um mulherengo incorrigível e, por causa de ambos usarem o nome Pardal, Frederico vive apanhando, confundido pelo homens irritados com o assédio do sócio às mulheres deles. Anacleto compra um bilhete de loteria e distribui frações a suas "conquistas": dá uma a humilde empregada Sueli, dois a cantora Sofia, outras a cliente vedete Marlene e a manicure Virgínia. Quando o bilhete é sorteado para um grande prêmio, Arminda fica sabendo de tudo e para dar uma lição nele, exige de Anacleto que lhe mostre os papeis. Anacleto vai atrás das mulheres para recuperar as frações e não sabe que Arminda o segue para evitar que ele as consiga de volta.